# Елинек, Жужи
Жужи Елинек (хорв. Žuži Jelinek, урожденная Жужанна или Сузана Фербер, венг. Ferber Zsuzsanna; 17 июля 1920, Будапешт — 23 января 2016, Загреб) — хорватский модный стилист, дизайнер и писательница венгерского происхождения.

## Ранний период жизни
Елинек родилась в 1920 году в Будапеште в бедной еврейской семье Изидора и Ружи Фербер и была младшей из троих детей. Её отец сменил фамилию с «Фарбер» на «Фербер». Дедушкой Елинек по отцовской линии был Мориц Фарбер, торговец текстилем из Лудбрега. Оба её родителя были глухими: отец был из Лудбрега, а мать — из Венгрии. Они встретились в Будапеште, куда их семьи отправили в единственную специализированную школу для глухих в этом районе. У Елинек также было два брата. После рождения Елинек её семья переехала в Загреб. Они жили в бедной части города. Хотя тётя Елинек, сестра её отца, была замужем за богатым загребским евреем, со слов Елинек семья не получала от этого никакой выгоды. Тётя стыдилась своего бедного глухого брата, поэтому, когда к ней приезжала семья Елинек, она принимала их на кухне, потому что, по словам Елинек, они были недостаточно хороши для домашних салонов. Тогда Елинек поклялась, что её ждет успешная жизнь. Унижения, пережитые в бедности в детстве, стали для неё стимулом к достижению достойной жизни. Елинек окончила Загребскую школу портных.

## Карьера
Елинек было всего 17 лет, когда она начала работать швеёй в Париже на фабрике Нины Риччи. В этом городе Елинек познакомилась с Коко Шанель, у которой некоторое время проработала. Из-за Второй мировой войны Елинек вернулась в 1939 году в Загреб. Там она открыла ателье, где шила для богатых еврейских семей. Елинек также активно занималась изучением языков. В 1941 году она познакомилась с загребским дантистом доктором Эрихом Елинеком и вышла за него замуж. От этого брака у Елинек родились сын Ивица и дочь Дияна.
С созданием Независимого государства Хорватия в 1941 году политика усташей вскоре привела её братьев в лагеря, где они оба были убиты: один в концентрационном лагере Керестинец, а другой в концентрационном лагере Ядовно. Находясь в Сушаке, куда она переехала, спасаясь от преследований усташей и нацистов, Елинек узнала, что её родителей собираются отправить в концентрационный лагерь Ясеновац. Она пошла к итальянскому офицеру и соблазнила его, и таким образом спасла своих родителей от депортации. Во время войны Елинек присоединилась к партизанам. После войны она снова начала шить и в 40 лет переехала в США.
В США она преуспела в швейном деле. Вернувшись в Загреб, Елинек узнала, что муж бросил её ради служанки. Она продолжала работать и путешествовала по миру. Однако это обеспокоило Иосипа Броза Тито; он позвонил ей и сказал, что она не может продолжать путешествовать и рекламировать свои модели как Жужи Елинек, поскольку он считает это невыгодным для рабочего самоуправления Югославии. Он предложил сделать её директором македонской модной компании Teteks. Елинек отказалась от этого предложения, и в 1962 году во время выступления Тито назвал её «отрицательным элементом». Ей было сказано покинуть страну, и она переехала с детьми и родителями в Женеву. Приехав туда, она ходила по улице и спрашивала о самой дешёвой квартире для своей семьи (к моменту своей смерти она владела четырьмя домами на той улице). Елинек вернулась в Загреб в 1964 году, после приглашения Тито. После приезда она шила модную одежду для жены Тито Йованки Броз. За свою карьеру Елинек торговала модными изделиями в США, Японии и по всей Европе.
Елинек автор восьми книг и с 1994 года была постоянным обозревателем хорватского женского журнала Gloria. Хорватское радиотелевидение выпустило документальный фильм, в котором рассказывается о жизни Елинек в первые годы её бедности, а затем о её дальнейшем успехе.
За несколько лет до смерти Елинек получила предложение от Стивена Спилберга, который хотел снять фильм о её жизни, предположительно потому, что он услышал её историю, историю одинокой еврейской женщины во время Холокоста, которая рисковала своей жизнью, чтобы спасти жизни своих родителей. Спилберг пригласил Елинек стать главным консультантом фильма, но она, будучи польщена этим предложением, отказалась, заключив, что из-за нехватки времени не может позволить себе провести два года в Соединённых Штатах.
Елинек жила в Загребе, Женеве и Опатии. Кроме первого замужества в дальнейшем Елинек была замужем трижды. Её последним мужем был Милорад Ронкулин.
Елинек долгое время была членом совета еврейской общины Загреба.
Елинек умерла 23 января 2016 года в возрасте 95 лет.

## Опубликованные работы
- Seks liječi sve, Profil, 2004
- Žene, osvajajte…, Znanje, 2010
- Mijenjaju li se muškarci, Znanje, 2011